# Eriauchenius legendrei
Eriauchenius legendrei là một loài nhện trong họ Archaeidae. Loài này phân bố ở Madagascar.